# 克奇 (堪薩斯州)
克奇（英語：Kechi）是一個位於美國堪薩斯州塞奇威克縣的城市。

## 地方資料
根據2020年美國人口普查的數據，克奇的面積為15.74平方千米，當中陸地面積為15.61平方千米，而水域面積為0.13平方千米。當地共有人口2217人，而人口密度為每平方千米140.85人。